# Blind Man on a Flying Horse
Blind Man on a Flying Horse é o único álbum gravado pela banda britânica Lick the Tins. Foi lançado originalmente em 1986, com 12 faixas. Nele se encontram os três principais singles da banda: "Can't Help Falling in Love", "The Belle of Belfast City" e "In the Middle of the Night".
A versão de Lick the Tins para a canção "Can't Help Falling in Love" foi exibida nos créditos finais de dois filmes: Alguém muito Especial, de 1987, e The Snapper, 1993. Enquanto a versão original de Elvis Presley era longa e calma, esta se tornou tão célere e vibrante que sua duração ficou reduzida a menos de três minutos. Como resultado, três polcas foram acrescentadas ao final da faixa a fim de que atingisse o tamanho almejado.
O álbum recebeu críticas positivas, especialmente da revista especializada Folk Roots, que o elegeu o "Álbum do Ano", embora não tenha sido um sucesso comercial.

## Faixas originais
1. Can't Help Falling in Love (3:25)
2. In the Middle of the Night (3:57)
3. Light Years Away (3:08)
4. Every Little Detail (3:50)
5. Hey Joe (2:28)
6. Get Me to the World on Time (3:16)
7. Ghost Story (3:22)
8. Lights Out (3:34)
9. Only a Year (3:41)
10. Here Comes Kali (4:11)
11. Road to California (1:33)
12. Belle of Belfast City (3:09)

## Versão de 1991
O álbum foi relançado em 1991, pela gravadora Mooncrest, contendo as 13 faixas acima e mais cinco faixas bônus:
- 13. Bad Dreams (4:08)
- 14. Looks Like You (2:08)
- 15. Calliope House (3:10)
- 16. Can't Help Falling in Love (12") (5:58)
- 17. In the Middle of the Night (12") (6:06)
- 18. Belle of Belfast City (12") (4:48)

## Versão de 2007
O álbum foi relançado em 2007, sob o selo Talking Elephant, e contendo as mesmas 18 faixas da versão de 1991.

## Singles
- "Can't Help Falling in Love"
  - "Bad Dreams" (lado B)
- "Belle of Belfast City"
  - "Calliope House" (lado B)
- "In the Middle of the Night"
  - "It Looks Like You" (lado B)
  - "Road to California"